# Рокалумера
Рокалумѐра (на италиански и на сицилиански: Roccalumera) е малко морско курортно градче и община в Южна Италия, провинция Месина, автономен регион и остров Сицилия. Разположено е на брега на Йонийско море, на месинския пролив. Населението на общината е 4252 души (към 2011 г.).